# 盤谷寺
盤谷寺是中國河南省濟源市市區以北約15公里的一座佛寺，位於太行山南麓的盤谷口，東鄰磨臍山，西鄰陡崖山，因建於盤谷之中，故名「盤谷寺」。盤谷寺建於北魏太和三年（479年），唐貞元十七年（801年）李愿隱居盤谷，韓愈贈之《送李愿歸盤谷序》一序，令此寺名聲大噪，成為文人墨客的勝地。
明洪武年間，古峰和尚主持盤谷寺，香火極為鼎盛，有豫晉皖的僧人於此受戒，並於弘治、正德年間進行重修，稱「十方大盤谷寺」。清乾隆作《盤谷考證》，御書欽定為「名山勝跡」。
2000年9月，河南省人民政府批准公佈為第三批河南省文物保護單位，為古建築群之一，編號3-92。

## 註解
1. ↑  四周皆是山地的凹谷，稱為「盤谷」。